# Dominick Reyes
Dominick Reyes (Hesperia, 26 dicembre 1989) è un artista marziale misto statunitense.
Combatte nella divisione dei pesi mediomassimi per l'organizzazione UFC.

## Biografia
Reyes è nato a Hesperia e giocava a football da bambino, aspirando di giocare nella NFL. Dopo essersi diplomato alla Hesperia High School, si è trasferito a New York per frequentare la Stony Brook University, dove ha conseguito il suo B.S. in Information Systems mentre giocava come difensore per i Seawolves, diventando infine capitano. Ha partecipato due volte il team di All-Conference.
Dopo essere stato promosso nella squadra di calcio professionista, è tornato a casa in California e ha incanalato le sue energie per concentrarsi sull'allenamento delle MMA nella palestra di suo fratello, Combat Cage Academy e ha iniziato a competere in combattimenti amatoriali MMA poco dopo.
Lavora come supporto tecnico IT per una scuola superiore e combatte professionalmente sotto la bandiera UFC.

## Carriera nelle arti marziali miste

### Inizio di carriera
Prima di firmare con l'UFC, Reyes ha accumulato un record amatoriale di 5-0 ed è stato il campione durante la sua carriera amatoriale.
Prima di entrare nell'UFC, Reyes ha accumulato un record professionale di 6-0, tra cui una vittoria che è diventata virale su Internet contro Jordan Powell, che sembrava essere uno showboating prima di essere eliminato con un calcio.

### Ultimate Fighting Championship
Reyes ha fatto il suo debutto promozionale per l’UFC il 25 giugno 2017 contro Joachim Christensen all'UFC Fight Night 112 vincendo l'incontro per knockout tecnico nel minuto di apertura del combattimento ed ottenendo il bonus Performance of the Night.
Ha poi affrontato Jeremy Kimball il 2 dicembre 2017 all'UFC 218 imponendosi ancora al primo round, stavolta per sottomissione.
Il 19 maggio del 2018 affronta Jared Cannonier all'UFC Fight Night 129 dominando e vincendo per TKO al primo round.
Reyes ha affrontato Ovince Saint Preux il 6 ottobre 2018 all'UFC 229. Ha vinto il combattimento per decisione unanime.
Reyes ha affrontato Volkan Oezdemir il 16 marzo 2019 all'UFC Fight Night: Till vs. Masvidal. Ha vinto il combattimento con una decisione controversa. 11 media hanno segnato a favore di Oezdemir mentre 8 media hanno segnato a favore di Reyes.
Reyes ha affrontato Chris Weidman il 18 ottobre 2019 all'UFC on ESPN: Reyes vs. Weidman nell'evento principale. Ha vinto il combattimento con un knockout tecnico al primo round. Questa vittoria gli è valsa il premio Performance of the Night.
Reyes ha affrontato Jon Jones l'8 febbraio 2020 per il titolo dei pesi mediomassimi UFC, perdendo a causa di una decisione che fu contestata da molti visto che il combattimento con l'allora campione è stato praticamente alla pari.

## Risultati nelle arti marziali miste
| Risultato | Record | Avversario          | Metodo                           | Evento                                | Data              | Round | Tempo | Città                      | Note                                                 |
| --------- | ------ | ------------------- | -------------------------------- | ------------------------------------- | ----------------- | ----- | ----- | -------------------------- | ---------------------------------------------------- |
| Vittoria  | 15-4   | Nikita Krylov       | KO (pugni)                       | UFC 314                               | 12 aprile 2025    | 1     | 2:24  | Miami, Stati Uniti         |                                                      |
| Vittoria  | 14-4   | Anthony Smith       | TKO (gomitate e pugni)           | UFC 310                               | 7 dicembre 2024   | 2     | 4:46  | Las Vegas, Stati Uniti     |                                                      |
| Vittoria  | 13-4   | Dustin Jacoby       | KO (pugni)                       | UFC on ESPN: Cannonier vs. Imavov     | 8 giugno 2024     | 1     | 2:00  | Louisville, Stati Uniti    |                                                      |
| Sconfitta | 12-4   | Ryan Spann          | KO (pugni)                       | UFC 281                               | 12 novembre 2022  | 1     | 1:20  | New York, Stati Uniti      | Spann manca il peso, incontro Catchweight (206.6 lb) |
| Sconfitta | 12-3   | Jiří Procházka      | KO (gomitata girata)             | UFC on ESPN: Reyes vs. Procházka      | 1 maggio 2021     | 2     | 4:29  | Las Vegas, Stati Uniti     | Fight of the Night                                   |
| Sconfitta | 12-2   | Jan Błachowicz      | KO (pugni)                       | UFC 253: Adesanya vs. Costa           | 27 settembre 2020 | 2     | 4:36  | Abu Dhabi, Emirati Arabi   | Per il titolo dei pesi mediomassimi UFC              |
| Sconfitta | 12-1   | Jon Jones           | Decisione (unanime)              | UFC 247: Jones vs. Reyes              | 8 febbraio 2020   | 5     | 5:00  | Houston, Stati Uniti       | Per il titolo dei Pesi Mediomassimi UFC              |
| Vittoria  | 12-0   | Chris Weidman       | KO (pugni)                       | UFC on ESPN: Reyes vs. Weidman        | 18 ottobre 2019   | 1     | 1:43  | Boston, Stati Uniti        | Performance of the Night                             |
| Vittoria  | 11-0   | Volkan Oezdemir     | Decisione (non unanime)          | UFC Fight Night: Till vs. Masvidal    | 16 marzo 2019     | 3     | 5:00  | Londra, inghilterra        |                                                      |
| Vittoria  | 10-0   | Ovince Saint Preux  | Decisione (unanime)              | UFC 229: Khabib vs. McGregor          | 6 ottobre 2018    | 3     | 5:00  | Las Vegas, Stati Uniti     |                                                      |
| Vittoria  | 9-0    | Jared Cannonier     | TKO (pugni)                      | UFC Fight Night: Maia vs. Usman       | 19 maggio 2018    | 1     | 2:55  | Santiago del Cile, Cile    |                                                      |
| Vittoria  | 8-0    | Jeremy Kimball      | Sottomissione (rear naked choke) | UFC 218: Holloway vs. Aldo 2          | 2 dicembre 2017   | 1     | 3:39  | Detroit, Stati Uniti       |                                                      |
| Vittoria  | 7–0    | Joachim Christensen | KO Tecnico (pugni)               | UFC Fight Night: Chiesa vs. Lee       | 25 giugno 2017    | 1     | 0:29  | Oklahoma City, Stati Uniti | Debutto in UFC, Performance of the Night.            |
| Vittoria  | 6–0    | Jordan Powell       | KO (head kick)                   | LFA 13                                | 2 giugno 2017     | 1     | 0:53  | Burbank, Stati Uniti       |                                                      |
| Vittoria  | 5–0    | Marcus Govan        | KO (head kick)                   | Hoosier Fight Club 32                 | 11 febbraio 2017  | 1     | 0:27  | Michigan, USA              |                                                      |
| Vittoria  | 4–0    | Tyler Smith         | KO Tecnico (pugni)               | King of the Cage: Martial Law         | 18 settembre 2016 | 1     | 1:35  | Ontario, Stati Uniti       |                                                      |
| Vittoria  | 3–0    | Kelly Gray          | Decisione (unanime)              | King of the Cage: Sinister Intentions | 17 ottobre 2015   | 3     | 5:00  | Las Vegas, Stati Uniti     |                                                      |
| Vittoria  | 2–0    | Jessie Glass        | Sottomissione (front choke)      | Gladiator Challenge: Carnage          | 3 aprile 2015     | 1     | 0:55  | Rancho Mirage, Stati Uniti |                                                      |
| Vittoria  | 1–0    | Jose Rivas Jr.      | KO tecnico                       | King of the Cage: Fisticuffs          | 4 dicembre 2014   | 1     | 3:23  | Highland, Stati Uniti      |                                                      |